# Chuk chuk
Le chuk chuk est un jeu inuit qui consiste à faire tournoyer des bolas faits de chanvre et d'os dans des sens opposés (avec deux ou trois bolas) sans qu'elles se touchent.
Il est possible de complexifier le jeu en les faisant tourner au-dessus de la tête, avec les dents. Celui qui y parvient gagne la partie.